# Cimla
La Cimla (in russo Цимла́?), o Cymlja (Цымля), è un fiume della Russia europea meridionale, affluente di destra del Don, sfocia nel bacino idrico di Cimljansk che dal fiume prende il nome. Scorre nelle oblast di Rostov e di Volgograd.

## Descrizione
Il fiume ha origine nella parte orientale della pianura del Don-Doneck, nel distretto Miljutinskij. Scorre prevalentemente in direzione sud-orientale e meridionale. Nell'alto corso attraversa l'insediamento di tipo urbano di Černyškovskij. Ha una lunghezza di 186 km; l'area del suo bacino è di 1 650 km². Sfocia nel bacino di Cimljansk presso Nižnegnutov, a 349 km dalla foce del Don, formando una vasta baia. La baia confina a est con le cosiddette "sabbie di Cimljansk" (Цимлянские пески).
Il canale del fiume è tortuoso specialmente nei tratti inferiori. Nel corso inferiore la valle del fiume ha una struttura asimmetrica, la sponda destra è più alta, la sponda sinistra è in pendenza. La corrente è piatta e il flusso calmo.